# Москович, Константин Яковлевич
Константи́н Я́ковлевич Моско́вич (рум. Constantin Moscovici; род. 2 октября 1962, Карпинены, Молдавская ССР) — молдавский наист. Народный артист Молдавии (2008).

## Биография[1]
- Начинал как музыкант-самоучка. В 14-летнем возрасте начал заниматься музыкой в школе. Изначальной мечтой была игра на аккордеоне, однако по предложению педагога Василия Бынзаря начитает учиться по классу ная (аккордеон стал вторым инструментом). За два года К. Москович проходит четырёхлетний курс музыкальной школы.
- 1979 — поступает в Кишинёвский институт искусств по рекомендации декана факультета народных инструментов Василия Коваля, к которому Константин случайно попал на прослушивание
- 1983 — оканчивает институт и уходит служить в армию.
- 1984 — после демобилизации некоторое время работает в родном селе руководителем вокально-инструментального ансамбля.
- 1984 — начинает карьеру в Государственной филармонии в качестве солиста группы «Легенда» под управлением Юрия Садовника.
- 1989—1990 — солист инструментального ансамбля эстрадной музыки Анатолия Кирияка.
- 1990—1995 — работает в Румынии в качестве главного продюсера развлекательно-туристического комплекса в г. Брашов.
- 1995—1997 — солист группы «Фаг»
- 1997 и по настоящий момент работает в Национальной филармонии в Кишинёве
- 2005 — организатор первого в Молдавии Международного Фестиваля эстрадной музыки «Песни мира» в Комрате
- 2006 — проводит фестиваль «Песни мира» в Кишинёве
- 2013 — Константин Москович вместе с другими артистами (в том числе Монсеррат Кабалье, Бедрос Киркоров и др.) были обманным путём без разрешения Азербайджана привезены в Нагорный Карабах[2], за что был включён Министерством иностранных дел Азербайджанской Республики в список персон нон грата[2][3] за нарушение «Закона о государственной границе» Азербайджанской Республики, считающей территорию Нагорного Карабаха оккупированной территорией Азербайджана[4], в 2014 музыканта исключили из списка нон грата[5].

Мелодия Константина Московича является визитной карточкой международного аэропорта в Кишинёве.

## Турне[1][7]
Первые гастрольные поездки (1980 года) связаны с участием в международных фестивалях по линии клуба интернациональной дружбы Кишиневского института искусств.
- 1988 — Япония, Мозамбик
- 1990 — Румыния
- 1991 — Чехословакия, Германия, Польша, Венгрия
- 1993 — Франция, Германия, Египет
- 1994 — Израиль, Ливан
- 1995 — Греция, Турция, Италия, Испания
- 1998 — Монте-Карло
- 1999 — почётный приглашённый фестиваля «Золотой шлягер», Белоруссия
- 2000 — почётный гость фестиваля «Славянский базар», Белоруссия
- 2001 — США
- 2002 — Россия
- 2003 — Украина
- 2004 — Белоруссия
- 2005 — Германия, совместно с шоу-балетом «Fan Fart»
- сентябрь 2005 — август 2006 — турне по 68 городам Италии
- ноябрь 2006 — Великобритания
- 2007 — в феврале — марте в рамках международных выставок выступает в Стамбуле, Берлине, Дубае
- Июль 2013 и 2014 — выступления на «Славянском Базаре» в Витебске

## Награды
- 1980 — в составе группы «Извораш» («Ручеёк», най (К.Москович) и гитара) стал обладателем гран-при конкурса Международного фестиваля патриотической песни в Ашхабаде, Туркменистан.
- 1982 — вторая премия на музыкальном фестивале в Риге, Латвия
- 1998 — специальная премия на фестивале «Память» в Бресте, Белоруссия
- 2000 — Мастер искусств Молдавии (31 марта 2000 года) — за заслуги в развитии музыкального искусства, активную концертную деятельность и высокое художественное мастерство[8]
- 2005 — Медаль «За гражданские заслуги» (9 февраля 2005 года) — за заслуги в развитии музыкального искусства, плодотворную творческую деятельность и высокое исполнительское мастерство[9]
- 2005 — почётное звание «Doctor honoris cauza»
- 2008 — Народный артист Молдавии (19 июля 2008 года) — за особые заслуги в развитии и пропаганде музыкального искусства, активную концертную деятельность и высокое художественное мастерство[10]
- 2012 — Орден «Трудовая слава» (7 ноября 2012 года) — за заслуги в развитии музыкального искусства, вклад в пропаганду национальных культурных ценностей и успехи в творческой деятельности[11][12]
- 2013 — награждён Международной премией Низами Гянджеви (Азербайджан)[1]
- 2014 — присвоен титул «Посол молдавского туризма»[13]
- 2018 — Медаль Франциска Скорины (18 октября 2018 года, Белоруссия) — за значительный личный вклад в укрепление и развитие белорусско-молдавских культурных связей[14]
- 2020 — Орден Почёта (4 февраля 2020 года) — за особые заслуги в профессиональной деятельности, высокую гражданскую активность и вклад в продвижение общечеловеческих ценностей[15]
- Является официальным представителем фестиваля «Славянский базар в Витебске» на территории Молдовы и Румынии.

## Дискография
- 1995 — «Confesiuni of soul» (Исповедь души)
- 1997 — «Moldavian Pan — flut»
- 2000 — «Moldavian Suvenir»
- 2000 — «Virtual Dreams»
- 2001 — «This song I play for you» (в сопровождении камерного оркестра под управлением Бориса Дубоссарского)
- 2003 — «Cele mai frumoase gânduri»
- 2005 — «Moldavian Suvenir»
- 2006 — «Romantic»
- 2012 — «Антология азербайджанской музыки на молдавском нае»
- 2013 — «Nostalgie»
- 2013 — «Антология еврейской музыки на молдавском нае»

## Семья[1]
- Жена — Валентина Москович — заслуженная артистка Молдавии, солистка ансамбля народного танца «Жок»
- Сын — Виктор Москович — юрист, экономист; под сценическим псевдонимом Тони Вега выступает на концертных и конкурсных площадках как саксофонист.
- Сын — Кристофер Москович